# Winnie Mandela
Nomzamo Winifred Zanyiwe Madikizela (ur. 26 września 1936 w Bizanie w Transkei, zm. 2 kwietnia 2018 w Johannesburgu) – południowoafrykańska aktywistka, polityk i radykalna bojowniczka ANC. Żona Nelsona Mandeli.

## Życiorys
Pracowała w opiece społecznej, gdy w 1958 wstąpiła do Afrykańskiego Kongresu Narodowego. Wtedy też wyszła za Nelsona Mandelę. Była kilkakrotnie aresztowana, zanim w 1976–1985 rząd nie ograniczył jej swobody działania. Gdy jej męża uwięziono, została jego rzeczniczką. Zręczne posługiwanie się międzynarodowymi środkami przekazu pomogło jej utrwalić wizerunek męża jako potężnego symbolu niesprawiedliwości apartheidu. Dzięki temu stała się samodzielną, radykalną przywódczynią ANC. W 1989 zleciła swemu osobistemu ochroniarzowi uprowadzenie czwórki nastoletnich aktywistów młodzieżowych. Jeden z nich, Stompie Moeketsi, został zabity. Winnie Mandela została uznana za winną w związku z tym porwaniem. Z jej wypowiedzi wynika, że popierała również stosowanie tzw. płonących naszyjników, czyli tortury w postaci podpalania nasączonych paliwem opon na szyje osób uważanych za zdrajców. 
Na krótko połączyła się z Nelsonem Mandelą po jego odzyskaniu wolności w lutym 1990, ale w kwietniu 1992 podjęli decyzję o separacji, co wspólnie z procesem za porwanie znacznie zmniejszyło jej popularność w ANC i zmusiło ją do rezygnacji z kierowania wydziałem opieki społecznej Kongresu. Duży szacunek w radykalnych kręgach młodzieżowych tej partii sprawił, że weszła w skład Rządu Jedności Narodowej. Konfrontacyjne wypowiedzi nt. rządu doprowadziły jednak do jej dymisji. 19 marca 1996 Winnie i Nelson (wówczas prezydent RPA) rozwiedli się.
W 1998 Komisja Prawdy uznała ją za współwinną kolejnych morderstw (popełnionych przez osobistego ochroniarza) i wielu innych przestępstw. W 2003 została skazana za defraudację i oszustwa na 5 lat więzienia. Z powodu wyroku wycofała się czasowo z życia politycznego. W następnym roku Sąd Najwyższy zmniejszył jej karę do 3 lat i 6 miesięcy więzienia w zawieszeniu. W 2009 roku weszła do Parlamentu RPA z wysokiego piątego miejsca na liście wyborczej Afrykańskiego Kongresu Narodowego.